# Prehistòria a Egipte

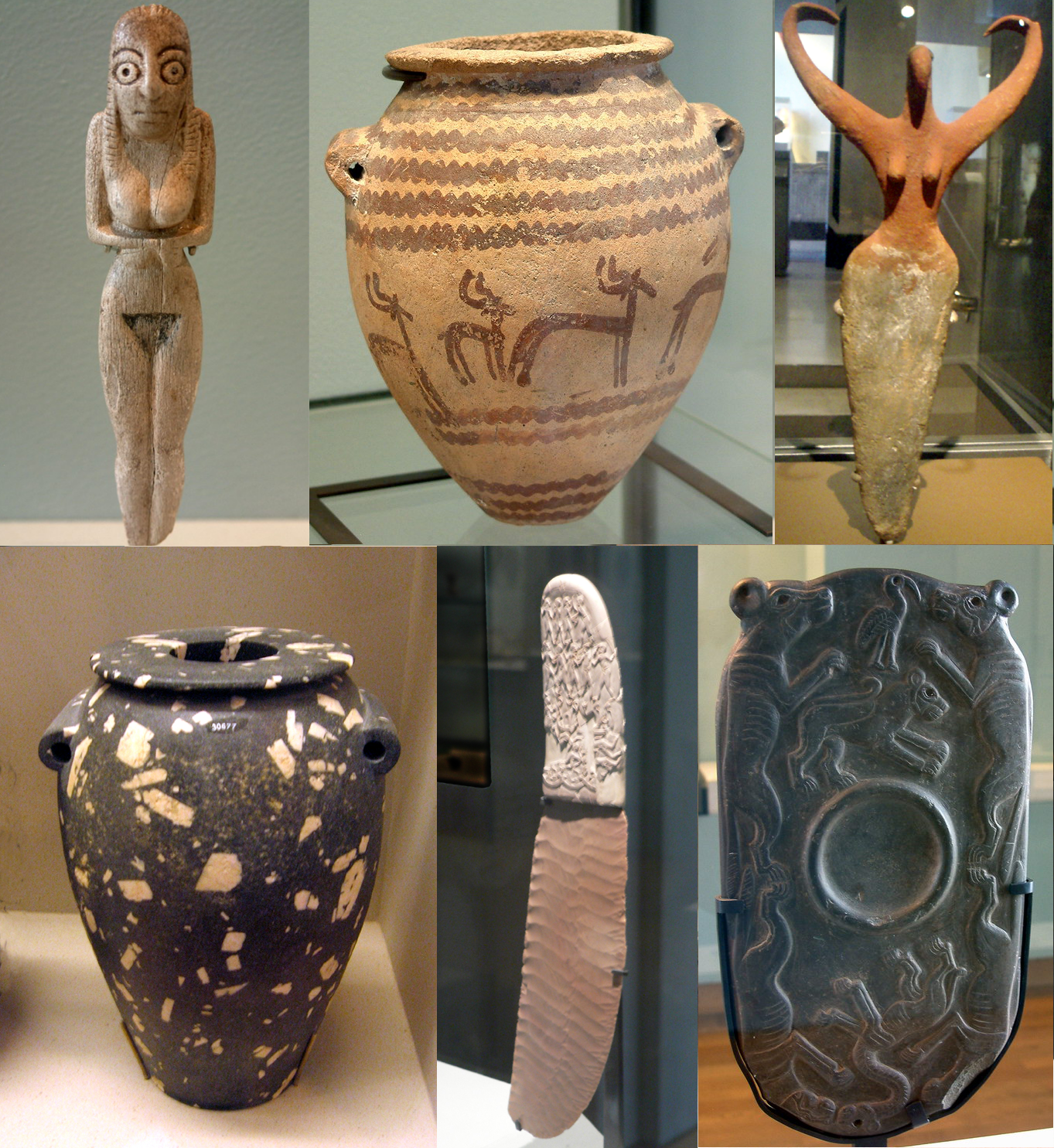
Artesania pre-dinàstica: Una figura mortuària, una gerra de Naqada, una figura d'ivori, un vas diorita, un ganivet flint i una paleta cosmètica.

La prehistòria a Egipte es refereix al període que va des dels primers assentaments humans fins al començament del Període tinita al voltant del 3100 aC i que s'inicia amb el primer faraó, Narmer o Aha, segons els egiptòleg. Aquesta època pre-dinàstica equival al final del Neolític que correspon al període Naqada III de principi del 6000 aC.
Les dates del període predinàstic foren definits abans que es realitzessin excavacions arqueològiques i les troballes recents entren en controvèrsia sobre el final exacte del període pre-dinàstic. A vegades s'utilitza el terme de període protodinàstic per a parlar de l'època que és considerada com a pre-dinàstica per alguns historiadors o com a època de les primeres dinasties per altres.
El període pre-dinàstic es sol dividir en eres culturals anomenades segons el tipus d'assentament egipci que fou descobert per primera vegada. De totes maneres, el desenvolupament gradual que caracteritza el període protodinàstic ja està present en el període pre-dinàstic i les cultures particulars no es poden interpretar com entitats separades si no com a divisions subjectives que faciliten l'estudi del període.

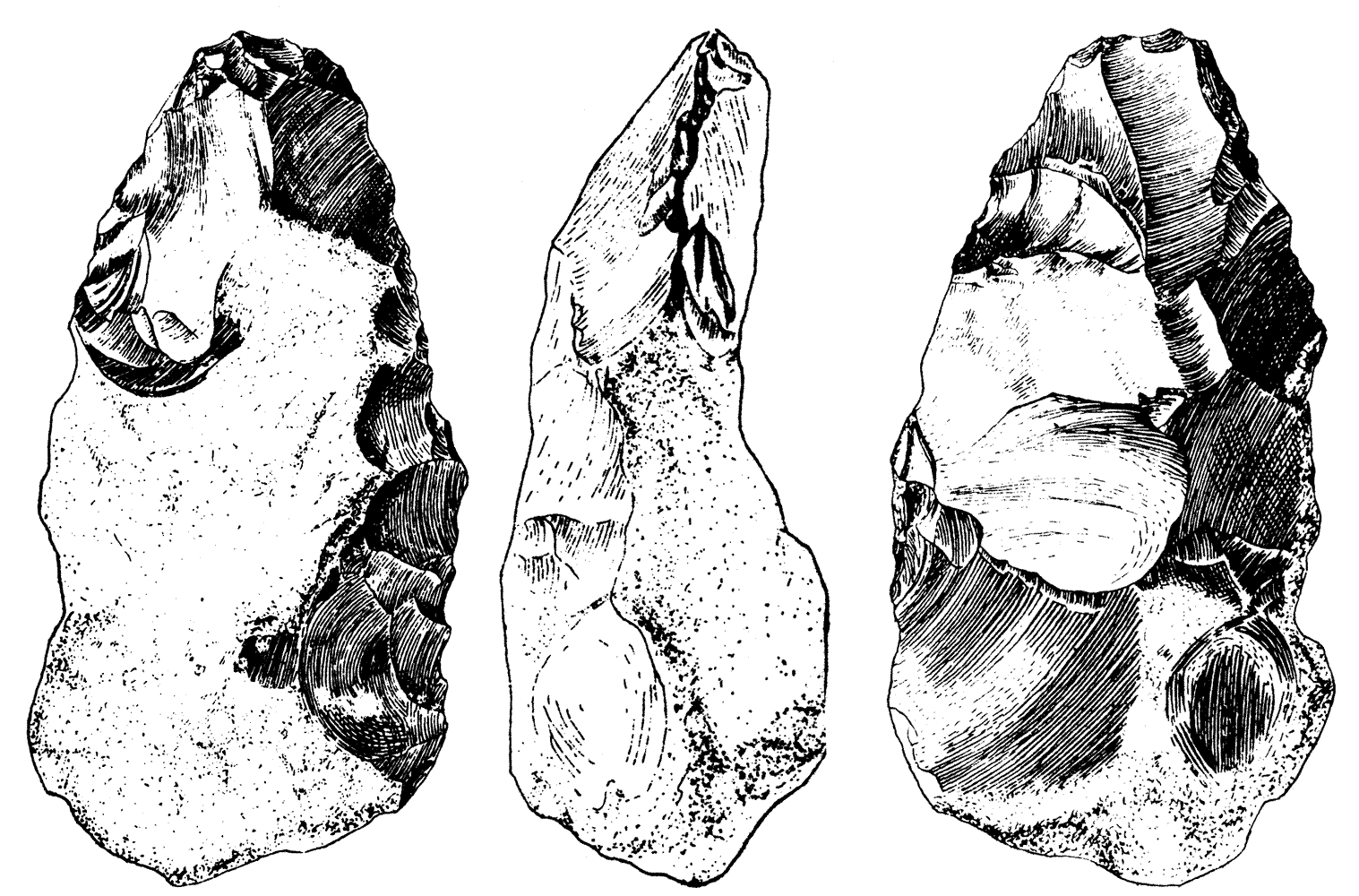
Eina amb bifaç d'estil abbevilià

La gran majoria de les troballes arqueològiques de l'època pre-dinàstica s'han fet a l'Alt Egipte, ja que els assentaments del Delta del Nil foren posteriors.

## Paleolític tardà
El paleolític tardà a Egipte va començar al voltant del 30000 aC. E 2980 es va trobar l'esquelet de Nazlet Khater que al 1982 es va establir que tenia entre 35.1000 i 30.360 anys. Aquest és l'únic esquelet humà complert de finals de l'edat de pedra a Àfrica.

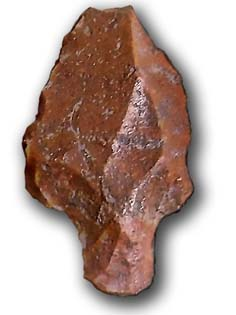
Punta ateriana

Excavacions al riu Nil han exposat eines de pedra primerenques. La més antiga d'aquestes indústries lítiques fou localitzada en una terrassa fluvial de 30 metres. Aquestes peces eren clactonianes, abbevil·lianes i acheulianes. Als 15 metres de profunditat s'hi han trobat de cultura acheuliana. Als 10 metres de profunditat s'hi han trobat restes de la cultura mosteriana primerenca amb transició al levalloiseà. Entre 4.5 i 3 metres de profunditat s'hi han trobat restes del levalloiseà que també s'han considerat una versió egípcia del mosterià. Finalment, s'han trobat eines de tecnologia sebiliana i d'una versió egípcia de tecnologia ateriana.

### Waddi Halfa
Al sud de la ciutat fronterera del Sudan, Wadi Halfa, l'arqueòleg Waldemar Chmielewski hi va descobrir uns dels edificis més antics d'Egipte. Aquests eren estructures mòbils que proveïen d'habitació a caçadors-recol·lectors semi-nòmades.

### Indústria Ateriana
A Egipte s'hi han trobat eines de la indústria ateriana datades del 40.000 aC.

### Indústria Khormusana
Entre el 42.000 aC i el 32.000 aC va començar a Egipte la indústria khormusana. Els khormusans van desenvolupar eines no només de pedra, si no també d'ossos d'animals i d'hematita. També van desenvolupar petites puntes de sageta semblants a les fetes pels amerindis però no se n'han trobat arcs. Al voltant del 16.000 aC es va acabar la indústria khormusana i es van desenvolupar altres cultures com la gemaiana.

## Mesolític

### Cultura Halfana
Entre el 18.000 aC i el 15.000 aC va florir a la Vall del Nil i a Núria Cadenes i Alabèrnia la Cultura halfana que s'anomena així degut a un dels jaciments arqueològics en que s'hi ha trobat restes de la mateixa datats d'abans del 24.000 aC. Durant aquesta època els egipcis s'alimentaven de caça i pesca. L'existència de grans concentracions d'artefactes indiquen que no tenien assentaments estacionals si no que vivien en un lloc durant un període llarg. Es considera que estan emparentats amb la cultura Iber-Mauritana que existí entre el Sàhara i la península Ibèrica. La cultura halfana derivà de la khormusana que s'havia especialitzat en la caça, la pesca i la recol·lecció. D'aquesta indústria es conserven sobretot eines de pedra, escates i moltes pintures rupestres.

### Cultura Qadan

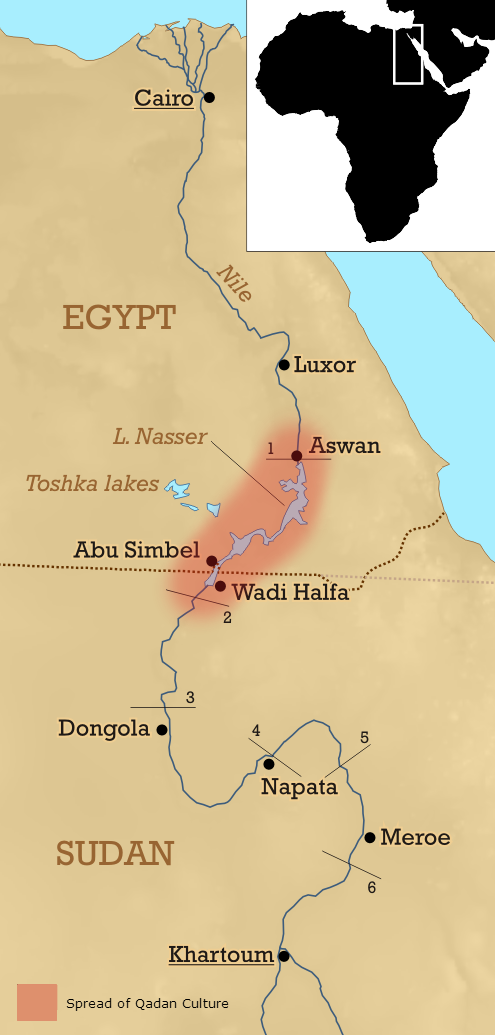
Situació de la cultura Qadan al llarg del riu, aproximadament fa 15.000 anys

La cultura qadana (13.000 aC - 9000 aC) fou una indústria del Mesolític que, segons les evidències arqueològiques, es va originar a l'Alt Egipte aproximadament fa 15.0000 anys. Es considera que aquesta cultura va durar aproximadament 4000 anys. Es caracteritzen per a sobreviure gràcies a la caça, tot i que també consumien plantes i gramínies silvestres. Tot i que no van arribar a tenir agricultura, van fer esforços en regar i recollir plantes locals.
A l'alta Núbia s'hi han trobat una vintena de jaciments arqueològics que donen evidència de que la cultura qadana molien grans. També recol·lectaven grans silvestres al llarg del Nil durant el començament de la fase Sahaba Daru quan la desertització del Sàhara va fer que residents de la zona de Líbia emigressin cap a la vall del Nil. Entre els jaciments arqueològics qadans, el cementiri Djebel Sahaba ha estat datada com a pertanyent al Mesolític.
Els pobles qadans van crear moles de molí i falçs que els ajudaven a recol·lectar i a processar les plantes abans del seu consum. Tot i això, no hi ha evidències que s'utilitzaven aquestes eines al voltant del 10.000 aC, quan pobles caçadors-recol·lectors els havien reemplaçat.

### Cultura Sebiliana
Entre el 13.000 i el 10.000 aC es va desenvolupar a Egipte la Cultura Sebiliana. S'han trobat nou jaciments arqueològics d'aquesta cultura a la zona de Wadi Halfa i la seva zona s'inclou entre aquesta localitat i Qena, a prop del riu Nil.

Animació de com es fa una eina amb la tècnica levallois

Anàlisis de pol·len trobat en jaciments arqueològics indiquen que la cultura sebiliana (també coneguda com a cultura d'Esna) recol·lectaven blat i ordi. No s'hi han trobat plantes domesticades. Tot i això hi ha hipòtesis de que l'estil de vida sedentari que era normal entre els agricultors tendia a incrementar la guerra que va causar que aquest període s'acabés i que era perjudicial pel desenvolupament de l'agricultura.
La cultura sebiliana es localitza a les terrasses fluvials entre 10 i 15 metres de profunditat. Es diferencia entre la cultura sebiliana I, la cultura sebiliana II i la cultura sebiliana III. A la primera hi ha indústries basades en l'ús de la diorita amb la tècnica Levallois en el que s'hi troben alguns microburins. A les dues últimes èpoques d'aquesta cultura es produeixen eines fetes amb tecnologia microblada en la que s'utilitzava el silex i ja s'hi trobaven molts més microburins.
Era una cultura semi-sedentària que vivia a prop del riu Nil que menjava habitualment peixos i també s'alimentava de cocodrils i tortugues.

### Cultura Harifiana
Es considera que els harifians van migrar des d'el Faium i els deserts de l'est d'Egipte durant el final del Mesolític per a esdevenir una cultura pre-ceràmica del Neolític B (PPNB) que feien eines semblants a les dels harifians. Aquests pobles es van assimilar amb pobles pastors nòmades circum-àrabs que havien inventat el pastoralisme nòmada i podrien haver estat la cultura original que van estendre les llengües proto-semítiques a través de Mesopotàmia.

## Neolític

Expansió de les Llengües afroasiàtiques. La segona part mostra la formació de les Llengües semítiques

### Baix Egipte

#### Cultura Faiyum A
Com que el Sàhara es continuava desertitzant, els ancestres dels egipcis es van anar assentant al llarg del riu Nil de manera cada cop més permanent i van anar adaptant estils de vida sedentaris.
Sobre el període entre el 9000 a.C i el 6000 aC s'hi han trobat poques evidències arqueològiques. Al voltant de l'any 6000 aC van anar apareixent assentaments neolítics a tot el país. Estudis basats en estudis de morfologia, genètica i arqueologia han atribuït aquests assentaments a migrants del Creixent Fèrtil al proper orient que van retornar durant el Neolític i que van portar a la regió l'agricultura. Tot i això, aquesta també es va desenvolupar al mateix temps de manera independent a altres zones d'Àfrica: l'altiplà etíop, el Sahel i Àfrica Occidental.
Estudis morfològics del seu crani ha relacionat aquestes poblacions agrícoles primerenques del Fayum, Merimbe i El-Badari amb pobles del proper orient. Tot i això, dades arqueològiques també suggereixen que la domesticació fou incorporada des del proper orient i es va desenvolupar lentament cap a un estil de vida sedentari contràriament al que s'esperaria dels colons del proper orient. Finalment, els noms dels domesticats importats des del proper orient a Egipte no eren paraules sumèries ni protosemítiques, cosa que fa disminuir encara més la possibilitat d'una immigració massiva que provingués del proper orient durant l'època de transició a l'agricultura.
Des dels primers moments del període de Faiyum A ja hi ha evidències de Teixidura. A diferència dels posteriors egipcis, els d'aquest període enterraven el seus difunts molt a prop, i fins i tot a dins, dels seus assentaments.
Tot i que les recerques arqueològiques han rebel·lat poc d'aquesta època, un examen de moltes paraules de l'egipci per a "ciutat" proveeixen una llista hipotètica de raons del perquè els egipcis es van assentar. A l'Alt Egipte, la terminologia indica el comerç, la protecció dels ramats, el refugi contra contra les riuades i els llocs sagrats com a algunes raons.

#### Cultura de Merimde

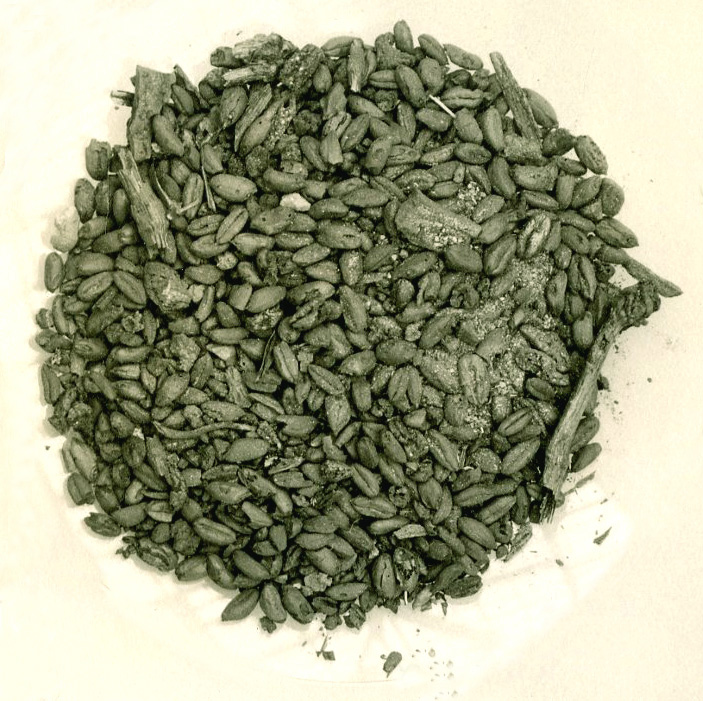
Gra de la Cultura de Merimde

La Cultura de Merimde fou una cultura neolítica que es va desenvolupar a l'oest del Delta del Nil al Baix Egipte entre la Cultura de Faiyum A i la Cultura badariana entre el 4800 aC i el 4300 aC i que rep el nom del jaciment arqueològic homòleg. Aquesta cultura tenia fortes connexions amb la cultura de Faiyum A que estava situada més a l'est. Els seus habitants vivien en petites barraques, produïen ceràmica simple no decorada i eines de pedra. Tenien ramats d'ovelles, porcs i cabres. Tenien plantacions de blat, sorgo i ordi. El poble de Merimde enterrava els seus difunts dins dels seus pobles i produïen petites figures d'argila. La primera figura d'argila que representava un cap d'un animal pertany a la cultura de Merimde.

#### Cultura d'El Omari
La Cultura d'El Omari rep el nom d'un jaciment arqueològic situat a prop de l'actual ciutat del Caire. La seva població vivia en cabanes però només n'han quedat postes i boxes. La seva ceràmica no estava decorada. Tenien eines de pedra com petits flocs, destrals i falçs. Encara no coneixien el metall. Els seus assentaments foren ocupats des del 4000 aC fins al període arcaic.

#### Cultura Maadi
La Cultura de Maadi (o la Cultura de Buto Maadi) és la cultura del baix Egipte més destacada contemporània amb les de Naqada I i Naqada II, que es donen a l'Alt Egipte. Aquesta rep el nom per les ruïnes de Maadi, a prop del Caire, tot i que també va ocupar molts altres llocs del Delta del Nil i de la regió de Faiyum. Aquesta cultura està marcada pel desenvolupament de l'arquitectura i la tecnologia. Igual que les cultures que la van precedir, la seva ceràmica tampoc està decorada.
Coneixien el coure, material del que se n'han trobat diverses aixes. La terrissa és simple i sense decorar i mostra, en algunes de les seves formes, forts lligams amb les cultures més meridionals. La gent vivia en petites cabanes parcialment excavades en el sòl. Els difunts estaven enterrats en cementiris però amb pocs béns. La cultura de Maadi fou reemplaçada per la cultura de Naqada III, tot i que encara no és clar que sigui per conquesta o infiltració.

### Alt Egipte

#### Cultura Tasiana

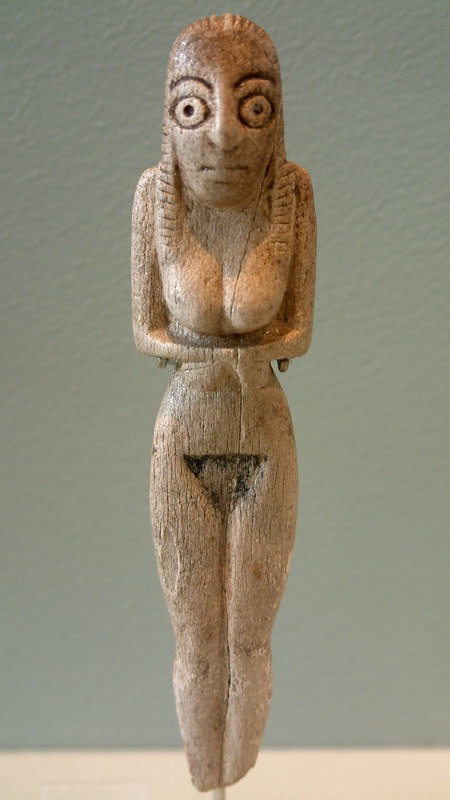
Figura mortuària femenina del badarià conservada al museu del Louvre

La cultura tasiana, particular de l'Alt Egipte, és anomenat d'aquesta manera pels enterraments trobats a Der Tasa, a la riba oriental del Nil entre Assiut i Akhmim. Aquesta és notable perquè van produir els utensilis de terrissa més antics caracteritzats per a ser terrisses vermelles i marrons i que el seu interior i la seva part superior estaven pintades de negre. La terrissa és vital per a datar l'Egipte predinàstic. Com que les datacions d'aquesta època són imprecises, Flinders Petrie va desenvolupar un sistema anomenat datació per seqüència en la que es dona una data relativa a les troballes arqueològiques de l'Egipte predinàstic examinant la terrissa que s'hi troba.
La terrissa va anar evolucionant de la funcionalitat a la ornamentació al llarg del progrés del període predinàstic d'Egipte. El grau en el que la terrissa d'un determinat jaciment arqueològic és més funcional o està més ornamentat mostra la seva datació relativa. Tot i això, hi havia poca diferència entre la terrissa tasiana i la badariana. A partir del període tasià la cultura de l'Alt Egipte va passar a estar influenciada més fortament per la cultura del Baix Egipte.

#### Cultura Badariana
La cultura badariana va florir a l'Alt Egipte entre el 4400 aC i el 4000 aC és la que hi ha evidències més antigues de l'existència de l'agricultura a la zona. Aquesta cultura es va identificar per primera vegada a el Badari, a la Governació d'Asyut, jaciment que li dona el nom. Aquesta va seguir la cultura tasiana, de la que és continuista perquè les seves ceràmiques són semblants. La cultura badariana va continuar produint el mateix tipus de terrissa en marró i vermell amb l'interior de color negre i té els números de la datació per seqüència del 21 al 29. Els investigadors consideren que la diferència principal amb el període anterior és que la cultura badariana utilitza el coure a més de la pedra, mentre que a la cultura tasiana només s'hi troben útils de fets en pedra. Per tant, el tasià se situa a l'edat de pedra i el badarià ja correspon al Calcolític.

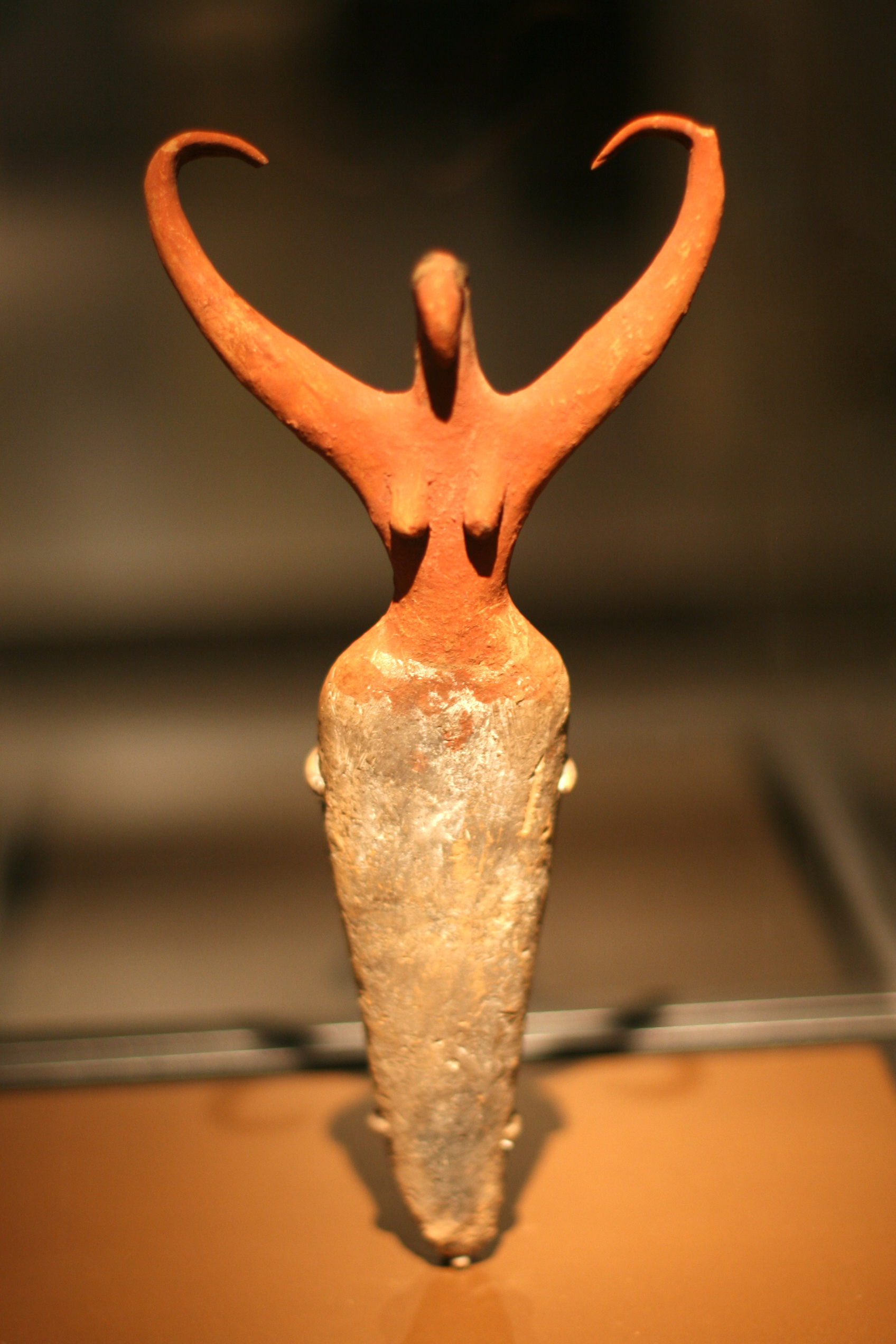
Figura femenina de terracota amb trets d'ocells del període Naqada II conservada al Museu de Brooklyn

Durant el badarià es continuaren desenvolupant eines de pedra en fulles més nítides i equilibrades i s'hi troba els primers útils fets de faiança (ceràmica feta d'argila amb exterior vitri a base d'estany). S'han trobat assentaments badarians des de Nekhen fins al nord d'Abidos. Sembla que les cultures de Faiyum A, tasiana i badariana es van solapar; tot i això, la cultura de Faiyum A gairebé no havia desenvolupat l'agricultura i encara pertanyia al Neolític.

#### Cultura Naqada

##### Cultura Amratiana (Naqada I)
La cultura amratiana es va desenvolupar a l'Alt Egipte entre el 4000 aC i el 3500 aC. Rep el seu nom del jaciment arqueològic d'El-Amra, situat a 120 km al sud de Badari. El-Amra és el primer lloc a on es va trobar aquest grup cultural sense estar barrejat amb la posterior cultura gerzeana, però aquest període fou millor datat a Naqada, pel que també rep el nom de cultura Naqada I. Continuen apareixent ceràmiques amb el cap d'amunt pintat de negra, però apareix una terrissa millor decorada amb unes línies blanques paral·leles. Les terrisses d'aquesta època tenen els números entre el 30 i el 39 en la datació per seqüència de Petrie.
Els útils que s'han trobat d'aquest període demostren un augment del comerç entre l'alt i el baix Egipte. A el-amra s'hi ha trobat un vas de pedra del nord. També s'hi han trobat objectes de coure que no s'obtenia d'Egipte si no que s'extreia al Sinaí o a Núbia. D'aquest últim lloc s'hi importaven objectes d'obsidiana i d'or. A més a més, també comerciaven amb els oasis.

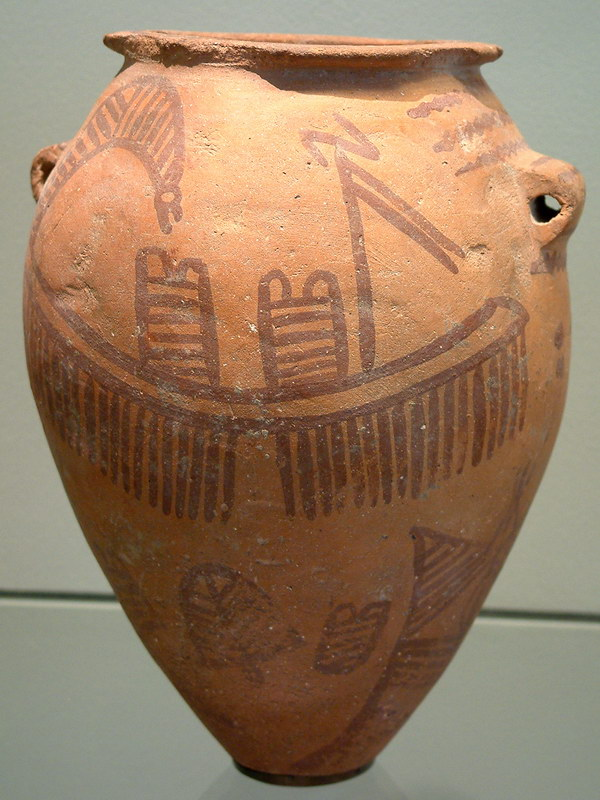
Una ceràmica de Naqada II amb temes navals conservada al museu de Louvre

En els jaciments amratians van aparèixer noves innovacions culturals que continuarien en períodes posteriors. Per exemple els edificis fets amb maons de fang que serien molt més abundants en el període gerzeà. A més a més en aquesta època també apareixen les paletes cosmètiques ovals però les tècniques encara eren molt rudimentàries i les peces encara no tenien relleus com ho tindrien posteriorment.

##### Cultura Gerzeana (Naqada II)

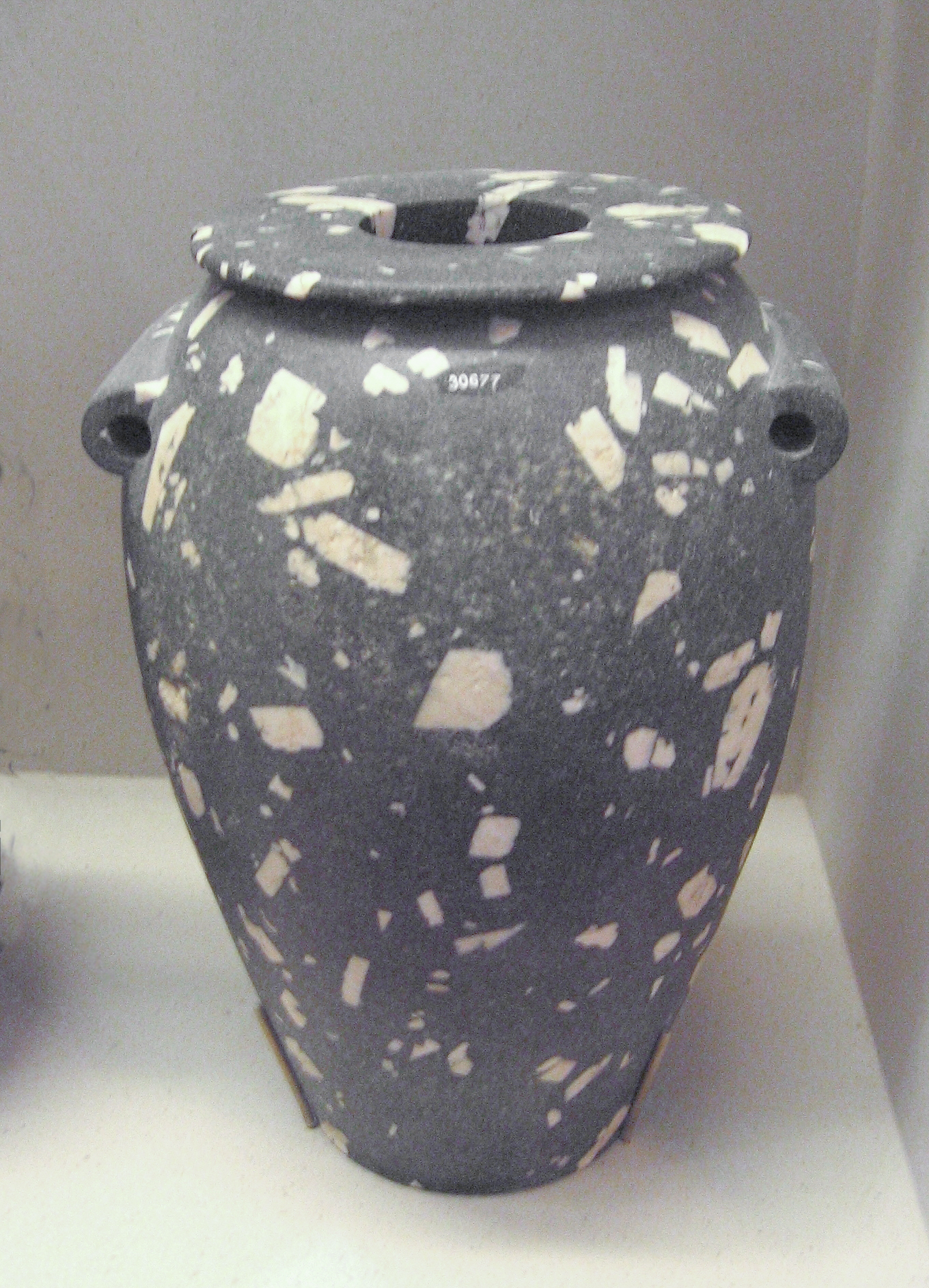
Vas de diorita del període Gerzeà d'aproximadament 30 centímetres de grandària

La cultura gerzeana va tenir lloc entre el 3500 aC i el 3200 aC i obté el seu nom del jaciment de Gerzeh. Fou en la seva època en què es va fundar la dinastia egípcia. El Naqada II és el resultat del desenvolupament ininterromput de la cultura amratiana que es va iniciar al delta i va migrar cap a l'Alt Egipte però que no va desplaçar-la a Núbia. Segons els valors de la datació de Petrie, la terrissa gerzeana té els números entre el 40 i el 62 i és molt diferent de l'amratiana caracteritzada per les línies blanques o el capdamunt negre. La ceràmica gerzeana estava pintada majoritàriament en vermell fosc amb dibuixos d'animals, persones, vaixells i símbols geomètrics que semblaven derivar d'animals. En aquesta època, els mànecs ondulats (que eren molt rars anteriorment) van esdevenir comuns i més elaborats, ja que estaven totalment ornamentats.
La cultura gerzeana va coincidir amb un descens significatiu de les pluviositat i la majoria del menjar es produïa als camps al llarg del Nil tot i que les pintures de l'època demostren que la caça no havia estat oblidada completament. Amb d'increment de la productivitat dels aliments, els egipcis van adoptar un mode de vida més sedentari i les ciutats van créixer. Van començar a haver-hi ciutats de més de 5000 habitants.
En aquesta època els habitants de les ciutats egípcies van deixar de construir les cases de canya i van començar la producció en massa de maons que ja es podien trobar en el període amratià.
Encara s'utilitzaven les eines fetes en pedra, que van passar a ser de bifacials a ser de construcció en forma ondulada. El coure també era utilitzat per a fer tot tipus d'eines i les primeres armes fetes amb aquest material corresponen a aquesta època. També s'hi troben útils ornamentats fets de plata, or, faiança, lapislàtzuli i s'utilitzaven paletes de moldre per pintar i fer adornaments amb relleus des del període badarià.
També és en aquest moment en què es comencen a construir les primeres tombes en estil clàssic egipci que estan basades en les cases ordinàries i que algunes vegades tenen diverses habitacions. A través d'haver fet excavacions a la zona del Delta, normalment s'ha acceptat que aquest estil es va originar en el Baix Egipte i no en el sud del país.
Tot i que la cultura gerzeana no s'ha identificat clarament i és considerada una continuació de la cultura amratiana, s'hi troben moltes influències mesopotàmiques que primer s'havien interpretat com una evidència de que una classe governant mesopotàmica anomenada "raça dinàstica" va prendre el poder de l'Alt Egipce. Tot i això, aquesta teoria no ha tingut molta acceptació entre els acadèmics.

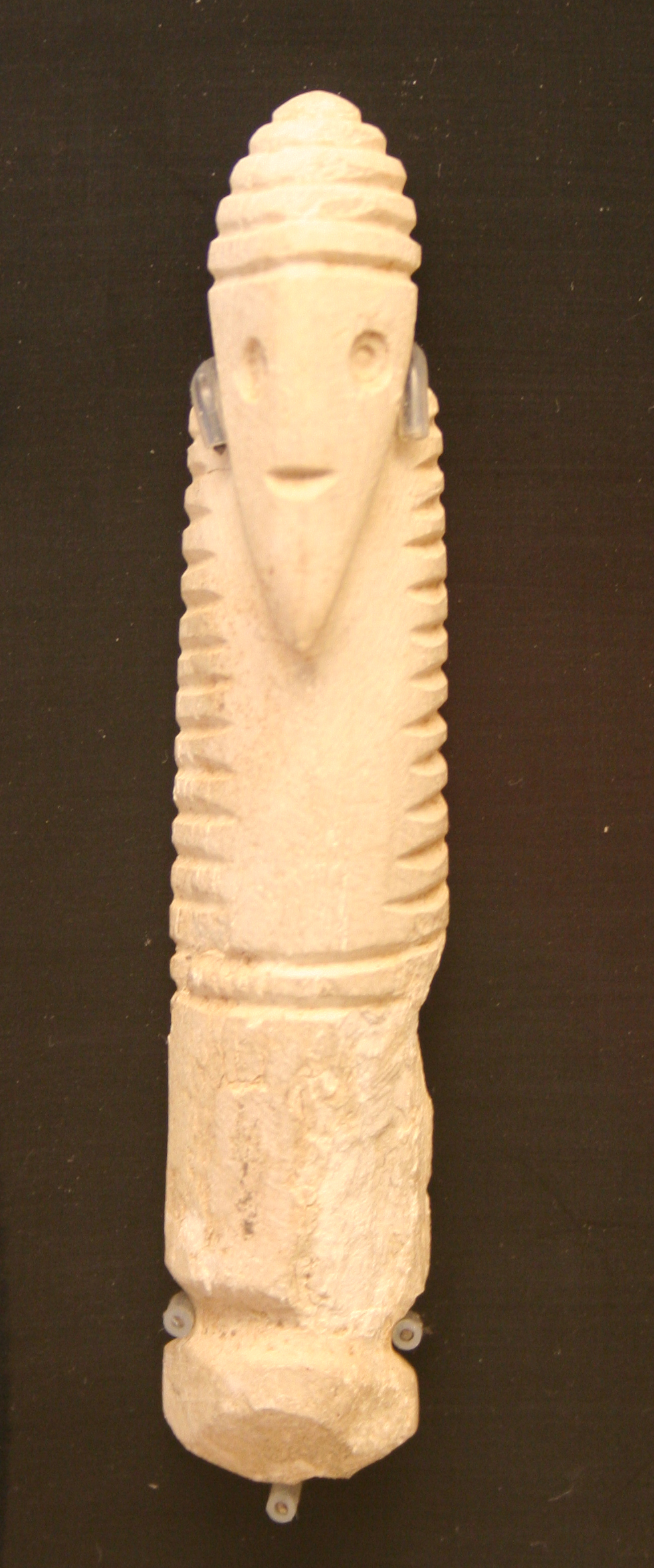
Amulet d'un home barbut fet de vori de Naqada I o II

En l'època gerzeana també s'introdueixen objectes i formes artístiques estrangeres a Egipte, cosa que indica que hi havia contactes amb zones asiàtiques. Per exemple, s'ha trobat el ganivet de Gebel el-Arak, que té relleus que segueixen patrons mesopotàmics. També es creu que la plata que es troba a Egipte d'aquest període ha de provenir de l'Àsia Menor.
A més a més, els objectes egipcis mimetitzaven formes mesopotàmiques, tot i que no hi existia l'esclavitud. En aquesta època apareixen segells cilíndrics que s'utilitzen en l'agricultura i les paletes cosmètiques tenien relleus que s'assemblaven a les del contemporani Període d'Uruk mesopotàmic. Els caps de les maces cerimonials que es troben al final del gerzeà i aprincipis del semaineà segueixen l'estil mesopotàmic enlloc de seguir l'estil nadiu egipci.
És difícil saber les rutes d'aquest comerç, però s'assumeix que anaven per l'aigua. Quan la teoria de la raça dinàstica era popular, es va teoritzar que navegants uruks van circumnavegar la península aràbiga, però es creu que és més viable que prenguessin una ruta a través del Mediterrani a través de Biblos, cosa que evidencia l'existència de materials d'aquesta zona a Egipte.
El fet que la majoria dels llocs gerzeans estiguessin a les boques dels uadis que es dirigien al Mar Roig podrien indicar que hi hagués una ruta comercial cap aquest mar. A més, es considera que és poc probable que una cosa tant complicada com l'arquitectura del panell encastat es pogués introduir a Egipte només com a còpia i que calia almenys un petit contingent de migrants.
Tot i les evidències de les influències estrangeres, els egiptòlegs estan d'acord que la cultura gerzeana encara era predominantment indígena.

##### Període protodinàstic (Naqada III)
El període de Naqada III passa entre el 3200 aC i el 3000 aC és considerat com el període protodinàstic en el que es va unificar Egipte.
Naqada III és notable perquè és l'època en què es troben per primera vegada jeroglífics, l'ús regular per primera vegada de serekhs, les primeres irrigacions, les primeres narratives gràfiques gravades en paletes i les primeres aparicions de cementiris reials. A més a més es creu que la navegació marítima fou inventada en aquesta època a Egipte.
La fortalesa original de Naqada es troba al suburbi de el Caire de Maadi.
Narmer és considerat per la majoria d'egiptòlegs com l'últim rei d'aquest període i com el primer rei de la Primera Dinastia.

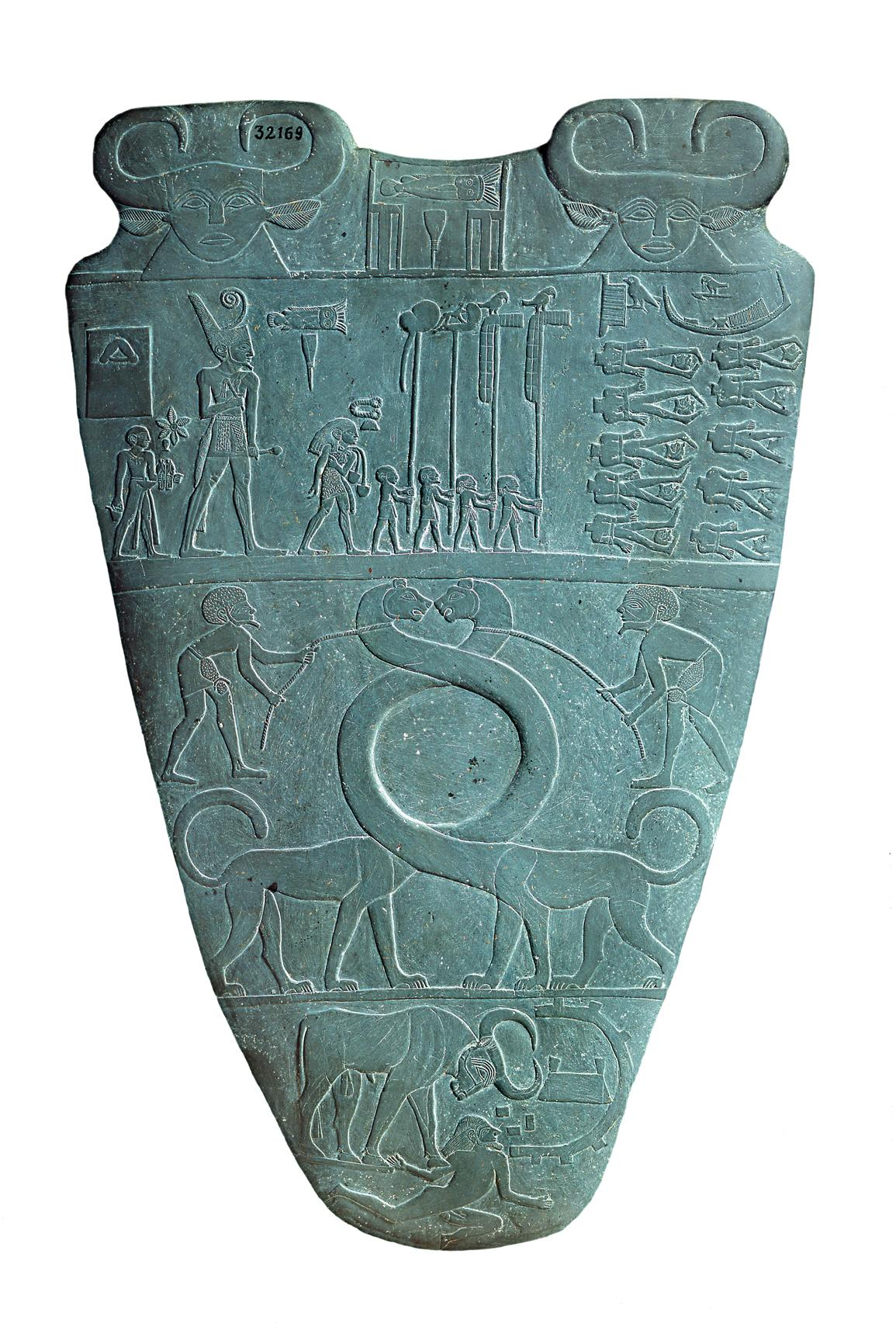
La Paleta de Narmer que marca la unificació de l'Alt i el Baix Egipte amb la imatge de la deessa Bat al capdamunt i serpopardos al centre.

## Cronologia
| Període              | Època (+ 100 anys)   | Cultura                | Cultura               |
| -------------------- | -------------------- | ---------------------- | --------------------- |
| Paleolític egipci    | Abans de 8000 a. C.  |                        |                       |
| Epipaleolític egipci | c. 8000 - 5200 a. C. |                        |                       |
|                      | c. 6000 - 5000 a. C. | Faium B, Nabta Playa   |                       |
| Neolític egipci      | c. 5200 - 4000 a. C. | Faium A                |                       |
|                      | c. 4800 - 4200 a. C. | Merimde                |                       |
|                      | c. 4600 - 4400 a. C. | Omari                  |                       |
|                      | c. 4400 - 4000 a. C. | Badari                 |                       |
|                      | c. 4000 - 3300 a. C. | Madi                   |                       |
|                      |                      |                        |                       |
| Predinàstic Alt      | c. 5500 - 3800 a. C. | Faium, Merimde, Badari |                       |
|                      | c. 3800 - 3500 a. C. | Amaratià               | Naqada Ia - Ib        |
| Predinàstic Mitjà    | c. 3500 - 3400 a. C. | Gerzeà Alt             | Naqada Ic - IIa - IIb |
| Predinàstic Baix     | c. 3400 - 3300 a. C. | Gerzeà Mitjà           | Naqada IIc            |
|                      | c. 3300 - 3200 a. C. | Gerzeà Baix            | Naqada IId1 - IId2    |
| Protodinàstic        | c. 3200 - 3050 a. C. | Semrainià              | Naqada IIIa1 - IIIc1  |
| Període Arcaic       | c. 3050 - 2600 a. C. |                        | Naqada IIId           |